# Референдум в Ирландии (2013)
Референдум в Ирландии 2013 года — референдум, проведённый 4 октября 2013 года, который касался упразднения верхней палаты парламента Ирландии Сенад Эрен, и создания Апелляционного суда, который взял бы на себя существующую апелляционную юрисдикцию Верховного суда.

## События предшествующие референдуму
Опросы проведенные изданием Irish Time показывают, что за упразднение Сената были 62 % респондентов.

## Итоги референдума
4 октября 2013 года в Ирландии прошел референдум по вопросу об упразднении верхней палаты парламента Сенад Эрена. По результатам референдума 51,7 % проголосовали против упразднения Сената. 48,3 % проголосовали за его упразднение.

## Структура сената и полномочия
Сенад Эрен — верхняя палата парламента Ирландии состоит из 60 сенаторов, из которых 11 назначаются премьер-министром, 49 избираются (6 — университетами, 43 — различными профессиональными группами) по системе пропорционального представительства с одним переносимым голосом и тайным голосованием по почте сроком на пять лет. Сенат в его современном виде был создан в 1937 году, через некоторое время после провозглашения Республики Ирландии.
Он в соответствии с национальной конституцией наделен гораздо меньшими полномочиями, чем нижняя палата парламента. Вместе с тем, сенаторы имеют право разрабатывать законопроекты, не касающиеся налогообложения, бюджета и государственных расходов, вносить изменения и высказывать свои рекомендации в поддержанные нижней палатой парламента законодательные акты.